# Le Fœil
Le Fœil (bretonisch: Ar Fouilh) ist eine französische Gemeinde mit 1.382 Einwohnern (Stand: 1. Januar 2022) im Département Côtes-d’Armor in der Region Bretagne. Sie gehört administrativ zum Arrondissement Saint-Brieuc.

## Geographie
Die Gemeinde liegt etwa 25 Kilometer von der Meeresküste entfernt. Umgeben wird Le Fœil von der Gemeinde Cohiniac im Norden, von Plaine-Haute im Osten, von Quintin im Süden und von Le Leslay im Westen.

## Bevölkerungsentwicklung
| 1962 | 1968 | 1975 | 1982 | 1990 | 1999 | 2008 | 2012 |
| 857  | 884  | 888  | 1084 | 1085 | 1124 | 1405 | 1509 |

## Baudenkmäler
Siehe: Liste der Monuments historiques in Le Fœil